# The Only Ones
The Only Ones ist eine einflussreiche englische Musikgruppe aus dem Bereich Punk/New Wave der zweiten Hälfte der 1970er Jahre um den Sänger und Komponisten Peter Perrett, der sowohl für die Musik als auch für die Texte der Stücke verantwortlich zeichnet. Die Band wurde 1981 aufgelöst, 2007 kam es zu einer Wiedervereinigung in Originalbesetzung mit einigen Live-Auftritten.

## Bandgeschichte
Die Gruppe wurde 1976 von Peter Perrett gegründet und veröffentlichte während ihres Bestehens drei Alben. Die bekanntesten Hits waren Another Girl – Another Planet und The Beast (beide auf dem Debüt-Album enthalten). 1981 löste sich die Gruppe während einer US-Tournee wieder auf. Peter Perrett zog sich daraufhin bis in die 1990er Jahre von der Öffentlichkeit und vom Musikgeschäft zurück. Erst 1991 hat er sich exklusiv in einem Interview auf dem Video Faster than lightning zu den Hintergründen der Vorgänge von 1981 geäußert.
Auch nach der Auflösung der Gruppe erschienen zahlreiche Alben mit Konzertmitschnitten und Archivmaterial. Noch 2006 war das Debüt-Album der Gruppe von 1978 regulär bei der ursprünglichen Schallplattenfirma (CBS/Sony BMG) gelistet. Die Platte wurde 2007 in 180g Vinyl „Pure Pleasure“ re-mastered Version veröffentlicht.
2006 wurde der Song Another Girl, Another Planet im Rahmen einer Werbekampagne der Firma Vodafone eingesetzt. Anlässlich der dadurch entstandenen Aufmerksamkeit formierten sich The Only Ones in Originalbesetzung neu und gaben zum Erstaunen der Öffentlichkeit 2007 einige Konzerte in Großbritannien.
Eine DVD mit dem Titel Live at Shepherds Bush Empire wurde zum 22. März 2008 veröffentlicht.

## Stil
Obwohl meistens dem Bereich Punk / New Wave zugerechnet, lässt sich die Gruppe weder von der Musik noch vom Habitus her eindeutig in eine Schablone pressen. Die Stücke sind durchkomponiert, melodiös sowie durch Hinzufügung weiterer Instrumente und von Hintergrundgesang teilweise wie Popsongs ausgebaut. Die Texte sind selbst-ironisch mit einem dem Zeitgeist entsprechenden Hang zur Melancholie, zum Nihilismus und nicht zuletzt zu Andeutungen des Drogenkonsums.

## Bedeutung
Von Beginn an galt die Gruppe insbesondere bei der Musikkritik wegen der zukunftsweisenden musikalischen Qualitäten als eine der bedeutendsten Bands der New Wave Zeit. Spätere Gruppen der Independent/ Alternative Szene haben sich immer wieder auf The Only Ones bezogen oder deren Stücke gecovert (z. B. The Replacements, Nirvana, The Libertines, Family 5 oder Blink-182).

## Diskografie

### Reguläre Alben
- 1978: The Only Ones (LP)
- 1979: Even Serpents Shine (LP)
- 1980: Baby’s Got a Gun (LP)

### Veröffentlichungen nach Auflösung der Band
- 1984: Remains (LP + EP)
- 1989: Live – June '77 (LP)
- 1989: The Peel Sessions (CD)
- 1993: The Big Sleep (CD)
- 1995: The Immortal Story (CD)
- 2002: Darkness & Light (CD)
- 2004: Why Don’t You Kill Yourself? (CD)
- 2006: The Best of The Only Ones – Another Girl, Another Planet (CD)

### Video
- 1991: Faster than lightning (VHS)

### Spätere Alben von Peter Perrett
- 1996: Peter Perrett in the One: Woke Up Sticky (CD)
- 2017: Peter Perrett: How the West Was Won (CD/LP WIGCD382)
- 2019: Peter Perrett: Humanworld
- 2024: Peter Perrett: The Cleansing